# Dhurgham Ismail
Dhurgham Ismail Dawoud Al-Quraishi (en árabe: ضرغام إسماعيل داوود القريشي‎; Amara, Mesena, Irak; 23 de mayo de 1994) es un futbolista iraquí. Juega de lateral izquierdo y su equipo actual es el Al-Khaldiya FC de la Liga Premier de Baréin. Es internacional absoluto por la selección de Irak desde 2013.

## Trayectoria
Comenzó su carrera en el Al-Shorta en la temporada 2010-11. En 2015 fichó con el Çaykur Rizespor, donde jugó dos temporadas de la Superliga de Turquía.

## Selección nacional
Fue internacional juvenil por Irak. Didsputó los Juegos Olímpicos de Río de Janeiro 2016.
Debutó con la selección de Irak el 12 de enero de 2013 ante Yemen por la Copa de Naciones del Golfo de 2013, anotando un gol de tiro libre en su debut. Fue citado a la Copa Asiática 2015.

### Participaciones en copas juveniles
| Copa                                    | Sede          | Resultado      |
| --------------------------------------- | ------------- | -------------- |
| Copa Mundial de Fútbol Sub-20 de 2013   | Turquía       | Cuarto lugar   |
| Fútbol en los Juegos Asiáticos de 2014  | Corea del Sur | Tercer lugar   |
| Juegos Olímpicos de Río de Janeiro 2016 | Brasil        | Fase de grupos |

### Participaciones en copas continentales
| Copa                               | Sede      | Resultado      |
| ---------------------------------- | --------- | -------------- |
| Copa de Naciones del Golfo de 2013 | Baréin    | Final          |
| Campeonato de la WAFF 2014         | Catar     | Fase de grupos |
| Copa Asiática 2015                 | Australia | Cuarto lugar   |
| Campeonato de la WAFF 2019         | Irak      | Segundo lugar  |
| Copa de Naciones del Golfo de 2019 | Catar     | Semifinal      |
| Copa de Naciones del Golfo de 2023 | Irak      | En desarrollo  |

## Clubes
| Club              | País    | Año           |
| ----------------- | ------- | ------------- |
| Al-Shorta         | Irak    | 2010-2015     |
| Çaykur Rizespor   | Turquía | 2015-2018     |
| Al-Shorta         | Irak    | 2018-2020     |
| Al-Zawraa         | Irak    | 2020-2021     |
| Al Quwa Al Jawiya | Irak    | 2021-2022     |
| Al-Talaba         | Irak    | 2022-2023     |
| Al-Khaldiya FC    | Baréin  | 2023-presente |

## Palmarés

### Títulos nacionales
| Título               | Club            | País    | Año     |
| -------------------- | --------------- | ------- | ------- |
| Liga Premier de Irak | Al-Shorta       | Irak    | 2012-13 |
| Liga Premier de Irak | Al-Shorta       | Irak    | 2013-14 |
| TFF Primera División | Çaykur Rizespor | Turquía | 2017-18 |

## Vida personal
Ismail es chiita.